# سحلية دودية شاذة
سحلية دودية شاذة (الاسم العلمي: Amphisbaena anomala) هي نوع من الزواحف تتبع جنس السحلية الدودية من فصيلة السحالي الدودية.